# Waćmierek
Waćmierek – wieś kociewska w Polsce położona w województwie pomorskim, w powiecie tczewskim, w gminie Tczew przy drodze krajowej nr , nad jeziorem Waćmierek. Wieś jest częścią składową sołectwa Gniszewo. Przebiega przez nią regionalny szlak turystyczny - Szlak Ziemi Tczewskiej im. Romana Klima (punkty szlaku: Waćmierek - szosa i Waćmierek - grodzisko) - zielony znakowany szlak turystyczny.
W latach 1975–1998 miejscowość administracyjnie należała do województwa gdańskiego.